# Boomerang
「Boomerang」（ブーメラン）は韓国のダンスボーカルグループ・天上智喜の日本デビューシングルで、2006年1月25日にrhythm zoneより発売。

## 解説
- 日本デビュー曲である、初回生産限定盤では特殊パッケージ仕様である。
- PVでは、日本版・韓国版と二種類ある。二つはほぼ同じである。
- 現在、初回限定盤のほうは廃盤になっており入手困難である。
- CDの2曲目の「Do you Now?」はメンバーのサンデーがフィーチャーされた曲である。

## 収録

### CD
1. Boomerang
2. Do you now?
3. Boomerang-instrumental-
4. Do you now?-instrumental-

### DVD(初回限定盤のみ)
1. Boomerang(MUSIC VIDEO)
2. (Making video＆インタビュー)

## 仕様
- CD ONLY[RZCD-45275]
- CD+DVD(初回生産限定盤)[RZCD-45274/B]